# Vô tình tìm thấy Haru
Vô tình tìm thấy Haru (tiếng Hàn: 어쩌다 발견한 하루; Romaja: Eojjeoda Balgyeonhan Haru; còn được biết đến với tên tiếng Anh: Extraordinary You) là một bộ phim truyền hình Hàn Quốc sản xuất năm 2019 với sự tham gia của Kim Hye-yoon, Rowoon, Lee Jae-wook, Lee Na-eun, Jung Gun-joo, Kim Young-dae và Lee Tae-ri. Bộ phim dựa trên một webtoon được xuất bản lần đầu tiên vào tháng 1 năm 2018 trên Daum Webtoon. Bộ phim được công chiếu trên MBC TV vào thứ tư và thứ năm lúc 21:00 (giờ Hàn Quốc), bắt đầu từ ngày 2 tháng 10 năm 2019.
Ở Việt Nam, phim được mua bản quyền và phát sóng lúc 20h từ thứ 2 đến thứ 6 hàng tuần từ ngày 16 tháng 4 năm 2020 trên kênh K+NS (nay là K+ ACTION); sau đó phim được phát sóng lúc 13h 10 phút hàng ngày trên kênh VTV1 từ ngày 3 tháng 2 đến 26 tháng 2 năm 2021 với phiên bản thuyết minh. Còn phiên bản lồng tiếng được phát sóng lúc 19h từ thứ 2 đến thứ 7 từ ngày 21 tháng 3 đến 17 tháng 4 năm 2023 trên kênh TodayTV.

## Tóm tắt
Bộ truyện kể về Eun Dan-oh, một học sinh đang theo học tại ngôi trường danh tiếng. Một ngày tình cờ, cô phát hiện ra rằng cô và những người khác trong thế giới của mình thực sự là những nhân vật trong một cuốn truyện tranh có tên Bí mật , mọi hành động và lời nói bị điều khiển bởi Tác Giả. Trong truyện, Dan-oh chỉ là nhân vật phụ với thiết lập tồi tệ: có hôn ước với Baek Kyung - người cô yêu đơn phương suốt 10 năm và luôn ra vẻ khinh thường cô; bị bệnh tim và tệ hơn nữa, Dan-oh dự kiến sẽ mất sớm.
Không hài lòng với số phận này, cô quyết định tự thay đổi số phận của mình bằng cách thay đổi cốt truyện của câu chuyện và tìm kiếm một tình yêu đích thực. Mong muốn thoát khỏi sự điều khiển của Tác Giả ngày càng trở nên mãnh liệt hơn khi Dan-oh tình cờ gặp được một học sinh vai quần chúng thậm chí không có cả tên, Số 13, người có thể giúp cô thay đổi vận mệnh của mình. Tuy nhiên, các sự việc xảy ra xung quanh Dan-oh và Số 13, người mà cô đặt tên là Ha-ru, ngày càng trở nên tương đồng với diễn biến trong cuốn truyện trước đó của Tác Giả tên Hoa Đăng Tiêu, dự báo rằng việc thay đổi số phận của Dan-oh có thể phải trả giá đắt.
Ha-ru vì thay đổi cốt truyện đã dẫn đến việc bị biến mất khỏi thế giới truyện tranh, nhưng đến cuối cùng Ha-ru được tái sinh và gặp lại Dan-oh.

## Diễn viên

### Diễn viên chính
- Kim Hye-yoon vai Eun Dan-oh [7]

Con gái duy nhất của một gia đình giàu có, vẫn đang mắc bệnh tim mặc dù đã phẫu thuật rất nhiều lần. Sau khi cảm nhận được những điều kì lạ xảy ra với mình, Dan-oh phát hiện ra rằng cô và mọi người xung quanh đang sống trong một thế giới giả tưởng của một cuốn truyện tranh tuổi teen có tên là Bí Mật, trong đó cô chỉ là nhân vật phụ. Thiết lập của Dan-oh trong Bí Mật: có hôn ước với Baek Kyung - người cô yêu đơn phương suốt 10 năm; có thể chết bất kì lúc nào vì tình hình bệnh tim.
Trước đó, Dan-oh từng là nhân vật chính trong một tác phẩm khác của Tác Giả thuộc thể loại truyện tranh cổ trang ngôn tình tên Hoa Đăng Tiêu, lấy bối cảnh thời Cao Ly. Trong truyện Hoa Đăng Tiêu, cô là tiểu thư Eun Dan-oh - con gái của một gia đình dòng dõi - và có hôn ước với hoàng tử Baek Kyung.
- Rowoon vai Số 13/ Ha-ru[7]

Một cậu học sinh đẹp trai mà Dan-oh bắt đầu chú ý đến và có cảm tình sau khi cậu cứu cô nhiều lần và giúp cô thay đổi số phận. Cậu là một nhân vật quần chúng không tên trong truyện tranh Bí Mật mà ngay cả những nhân vật khác cũng không biết đến sự tồn tại của anh. Vì là học sinh thứ 13 trong danh sách lớp nên Dan-oh gọi cậu là Số 13. Sau đó, Dan-oh đặt tên cho cậu là Ha-ru. Ha-ru đã sớm nhận thức được rằng cậu là nhân vật trong một cuốn truyện tranh.
Ha-ru cũng là nhân vật chính trong cuốn truyện Hoa Đăng Tiêu, là một binh lính và là cận vệ của hoàng tử Baek Kyung.
- Lee Jae-wook vai Baek Kyung[7]

Là một học sinh thô lỗ và kiêu ngạo; có một người cha hay ngược đãi và một người mẹ kế tham lam. Cậu ta là thành viên của nhóm A3, bộ ba chàng trai đẹp trai và quyền lực của trường. Baek Kyung có hôn ước với Dan-oh nhưng cậu tỏ ra không thích cô bởi vì đây là cuộc hôn nhân sắp đặt nhằm duy trì địa vị công ty. Sau khi quan sát những hành vi kỳ lạ của Dan-oh, Ha-ru và Do-hwa, cậu bắt đầu ý thức được rằng mình cũng là nhân vật trong một cuốn truyện tranh.
Baek-kyung cũng là nhân vật chính trong cuốn truyện Hoa Đăng Tiêu, trong vai Hoàng tử Baek-kyung - anh em với vua Geum Jin-mi và có hôn ước với tiểu thư họ Eun.
- Jung Gun-joo vai Lee Do-hwa[8]

Một cậu học sinh thân thiện, có kỹ năng âm nhạc, luôn che giấu sự cô đơn và nỗi buồn đằng sau nụ cười rạng rỡ của mình. Cậu là nhân vật nam thứ chính (sau Nam-joo) của bộ truyện tranh Bí Mật và cũng là thành viên của nhóm A3. Cậu có tình cảm với Joo-da và đang trong mối tình tay ba với trưởng nhóm A3- Nam-joo.
Giống như Dan-oh, cậu cảm nhận được những điều kỳ lạ xảy ra với mình và nhờ Dan-oh, cậu biết được sự tồn tại của mình như một nhân vật truyện tranh.
- Lee Na-eun vai Yeo Joo-da[8]

Một học sinh có hoàn cảnh khó khăn, nghèo khó nhưng vẫn lạc quan, tốt bụng cho dù luôn bị bắt nạt. Cô là một người có trái tim nhân hậu và cũng là nhân vật nữ chính trong cuốn truyện tranh Bí Mật.
Joo-da dần nhận thấy có sự kì lạ xảy ra quanh mình và cuối cùng cũng nhận ra mình là nhân vật chính của cuốn truyện.Cô có tình cảm thật sự với do-hwa.
- Kim Young-dae vai Oh Nam-joo[8]

Là thế hệ tài phiệt thứ hai và là trưởng nhóm A3. Cậu là nhân vật nam chính của cuốn truyện tranh Bí Mật. Nam-joo cũng có tình cảm với Joo-da và vướng mối tình tay ba với Do-hwa.
- Lee Tae-ri vai Jinmichae[9]

Một đầu bếp đầy bí ẩn và đẹp trai, nấu ăn tại nhà ăn của trường và có biệt danh là "Tiên mực khô", được nhiều học sinh nữ trong trường hâm mộ. Anh dường như biết nhiều về thế giới truyện tranh hơn ai hết.
Anh từng là nhân vật trong cuốn truyện Hoa Đăng Tiêu, trong vai vua Geum Jin-mi. Đây cũng là nơi anh bắt đầu biết đến sự tồn tại của mình như một nhân vật trong thế giới truyện tranh.

### Diễn viên phụ

#### Bạn học của Dan-oh
- Kim Ji-in vai Shin Sae-mi[9]

Bạn thân của Dan-oh và Soo-chul. Cô thầm thương trộm nhớ Nam-joo trong một thời gian dài và thường xuyên bắt nạt Joo-da vì Joo-da với thân phận thấp kém nhưng lại có được tình cảm của Nam-joo. Về cuối truyện, cô bắt đầu nảy sinh tình cảm với cậu bạn thân Soo-chul.
- Kim Hyun-mok vai Ahn Soo-chul

Bạn thân của Dan-oh và Sae-mi. Cậu là một vlogger với mong ước có được hàng triệu lượt đăng kí theo dõi.
- Jung Ye-nok vai Kim Il-jin[g][h]

Một trong ba cô gái thường xuyên cùng với Sae-mi bắt nạt Joo-da. Cô cũng là người hâm mộ Nam-joo. Về sau cô với Yang-il là một cặp.
- Jung Mi-mi as Park Yi-jin[g]

Một trong ba cô gái thường xuyên cùng với Sae-mi bắt nạt Joo-da. Cô cũng là người hâm mộ Nam-joo.
- Jung Ye-jin vai Lee Sam-jin[g]

Một trong ba cô gái thường xuyên cùng với Sae-mi bắt nạt Joo-da. Cô cũng là người hâm mộ Nam-joo.
- Han Chae-kyung vai Kim Ae-il[i]
- Song Ji-woo vai Park Ae-ri[i]
- Kang Min-ji vai Lee Ae-sam[i]

Ba cô gái đều hâm mộ Baek-kyung.
- Jung Dae-ro vai Kim Yang-il[j]
- Lee Chang-shik vai Park Yang-yi[j]
- Yoon Jong-bin vai Lee Yang-sam[j]

Ba chàng trai trong nhóm bắt nạt, thỉnh thoảng tự xưng là nhóm "Y3" khi nhóm A3 không có mặt.
- Jo Deok-hee vai Kim Ban-jang[k]

Lớp trưởng của Dan-oh
- Oh Jong-min vai Kim Bo-tong[l]

Một học sinh có khuôn mặt và tính cách bình thường, điểm số cũng ở mức trung bình.
- Kim Joon-sung vai Park Mo-bum[m]

Một học sinh chăm chỉ và gương mẫu trong lớp của Dan-oh.
- Shin Yong-ho vai Shin Ba-ram
- Han Myung-hwan vai Kang Chul-nam
- Jung Ji-hyun vai Han Soo-da
- Lee Eun-hye vai Kong Joo-hae
- Heo Soo-bin vai Wang Bit-na
- Pyo Hyun-jin vai Namgoong Dan-bal
- Kim Tae-jung vai Chae Yook-in
- Lee Ye-hyun vai Kim Soo-hyang

#### Những diễn viên khác
- Um Hyo-sup vai Eun Moo-young

Bố của Dan-oh trong Bí Mật và Hoa Đăng Tiêu.
- Choi Jin-ho vai Baek Dae-sung

Bố của Kyung trong Bí Mật, phụ thân của Joon-hyung trong Hoa Đăng Tiêu.
- Yoon Jong-hoon vai Lee Jo-hwa

Anh trai của Do-hwa, là bác sĩ - người chịu trách nhiệm điều trị và phẫu thuật cho Dan-oh trong Bí Mật.
- Yu Ji-soo vai Ra Hye-young

Mẹ kế Kyung trong Bí Mật.
- Bae Hyun-sung vai Baek Joon-hyun

Em trai cùng cha khác mẹ của Kyung. Cậu nhớ được quá khứ của mình và đã nhận thức được mình là một nhân vật truyện tranh trong Bí Mật.
Trong Hoa Đăng Tiêu, cậu là con của quan đại thần Baek.
- Yu Ha-bok vai Oh Jae-beol

Bố Nam-joo trong Bí Mật.
- Ji Soo-won vai Cha Ji-hyun

Mẹ Nam-joo trong Bí Mật. Thái hậu - mẹ của vua Geum Jin-mi trong Hoa Đăng Tiêu.
- Lee Ye-hyun vai Kim Soo-hyang

Học sinh chuyển trường trong Bí Mật. Người tình của vua Geum Jin-mi trong Hoa Đăng Tiêu.
Cô dường như cũng đã nhận ra mình là nhân vật truyện tranh trong Bí Mật.

## Sản xuất
Dựa trên Bộ truyện có tựa đề July Found by Chance (어쩌다 발견한 7월; 'Eojjeoda Balgyeonhan 7-wol') và Bộ truyện tranh có tựa đề tương tự.
Bộ phim được lên kế hoạch ra mắt vào tháng 9 năm 2019 nhưng bị đẩy lùi đến ngày 2 tháng 10.

## Nhạc phim

### Extraordinary You: Original Soundtrack
| CD 1             | CD 1                                                                           | CD 1                                       | CD 1                       | CD 1             | CD 1       |
| STT              | Nhan đề                                                                        | Phổ lời                                    | Phổ nhạc                   | Nghệ sĩ          | Thời lượng |
| ---------------- | ------------------------------------------------------------------------------ | ------------------------------------------ | -------------------------- | ---------------- | ---------- |
| 1.               | "Feeling"                                                                      | Taibian JeA Siha                           | Taibian JeA Siha           | April            | 3:08       |
| 2.               | "My Beauty"                                                                    | Kim Bum-ju Kim Si-hyuk                     | Kim Bum-ju Kim Si-hyuk     | Verivery         | 3:51       |
| 3.               | "First Love" (첫사랑)                                                          | Epitone Project                            | Epitone Project            | Sondia           | 3:45       |
| 4.               | "First Love (Drama Version)" (첫사랑 Drama Version)                            | Epitone Project                            | Epitone Project            | Epitone Project  | 4:00       |
| 5.               | "Today I Wanna Say That I Love You" (오늘은 꼭)                                | Han-joon Park Se-joon                      | GOTCHA!                    | GOTCHA!          | 2:37       |
| 6.               | "The Story That Has Never Been Told" (한 번도 하지 못한 이야기)                | Han Kyung-soo Choi Han-sol                 | Han Kyung-soo Choi Han-sol | Sondia           | 4:04       |
| 7.               | "Never Ending Story" (끝나지 않을 이야기)                                      | Park Se-joon Taibian Changbin (Stray Kids) | Taibian Baaq CHKmate       | Stray Kids       | 4:05       |
| 8.               | "Draw You" (너를 그린다)                                                       | Park Se-joon Han Joon                      | Kim Chang-rak Kim Soo-bin  | Jeong Se-woon    | 4:43       |
| 9.               | "Feeling" (instrumental)                                                       |                                            | Taibian JeA Siha           | April            | 3:08       |
| 10.              | "My Beauty" (instrumental)                                                     |                                            | Kim Bum-ju Kim Si-hyuk     | Verivery         | 3:52       |
| 11.              | "First Love" (첫사랑) (instrumental)                                           |                                            | Epitone Project            | Sondia           | 3:45       |
| 12.              | "First Love (Drama Version)" (첫사랑 Drama Version) (instrumental)             |                                            | Epitone Project            | Epitone Project  | 4:00       |
| 13.              | "Today I Wanna Say That I Love You" (오늘은 꼭) (instrumental)                 |                                            | GOTCHA!                    | GOTCHA!          | 2:37       |
| 14.              | "The Story That Has Never Been Told" (한 번도 하지 못한 이야기) (instrumental) |                                            | Han Kyung-soo Choi Han-sol | Sondia           | 4:04       |
| 15.              | "Never Ending Story" (끝나지 않을 이야기) (instrumental)                       |                                            | Taibian Baaq CHKmate       | Stray Kids       | 4:05       |
| 16.              | "Draw You" (너를 그린다) (instrumental)                                        |                                            | Kim Chang-rak Kim Soo-bin  | Jeong Se-woon    | 4:43       |
| Tổng thời lượng: | Tổng thời lượng:                                                               | Tổng thời lượng:                           | Tổng thời lượng:           | Tổng thời lượng: | 1:00:27    |

| CD 2             | CD 2                 | CD 2                         | CD 2       |
| STT              | Nhan đề              | Nghệ sĩ                      | Thời lượng |
| ---------------- | -------------------- | ---------------------------- | ---------- |
| 1.               | "Walk This Sky"      | Park Se-joon Woo Ji-hoon     | 1:25       |
| 2.               | "See the Fantasy"    | Lee Nyum                     | 2:27       |
| 3.               | "A Door to Time"     | Lee Nyum                     | 3:01       |
| 4.               | "Through Time"       | Kim Dong-hyuk Lee Han-bum    | 3:32       |
| 5.               | "Touch by Touch"     | Park Se-joon Na Yoon-shik    | 2:36       |
| 6.               | "Center Girl"        | Park Se-joon Woo Ji-hoon     | 1:36       |
| 7.               | "Solitude"           | Song Jae-kyung               | 1:40       |
| 8.               | "Yellow Sky"         | Song Jin-suk Hwang Seung-pil | 2:26       |
| 9.               | "Conti"              | Park Se-joon Kim Min-ji      | 3:40       |
| 10.              | "By Chance"          | Lee Nyum                     | 2:26       |
| 11.              | "Burning Light"      | Park Se-joon Na Sang-jin     | 2:05       |
| 12.              | "Pearly Rain"        | Park Se-joon Na Yoon-shik    | 2:44       |
| 13.              | "Tricky"             | Kim Dong-hyuk Lee Han-bum    | 1:59       |
| 14.              | "Shiny Morning"      | Song Jae-kyung               | 3:04       |
| 15.              | "Poop"               | Park Se-joon Woo Ji-hoon     | 3:28       |
| 16.              | "There's a Problem"  | Lee Nyum                     | 1:52       |
| 17.              | "A Blank of Memory"  | Park Se-joon                 | 2:39       |
| 18.              | "Hype"               | Kim Dong-hyuk Lee Han-bum    | 1:51       |
| 19.              | "Dazzlingly Love"    | Park Se-joon Kim Min-ji      | 2:10       |
| 20.              | "Ocean Deams"        | Park Se-joon Na Yoon-shik    | 2:42       |
| 21.              | "Heart Memory"       | Lee Nyum                     | 2:41       |
| 22.              | "Ego"                | Park Se-joon Kim Min-ji      | 1:55       |
| 23.              | "High School Runway" | Park Se-joon Woo Ji-hoon     | 1:33       |
| 24.              | "House of Glass"     | Song Jin-suk Hwang Seung-pil | 1:52       |
| 25.              | "By Accident"        | Park Se-joon Kim Min-ji      | 2:24       |
| 26.              | "Where Are We"       | Park Se-joon Na Sang-jin     | 1:55       |
| 27.              | "Glow"               | Park Se-joon Kim Min-ji      | 2:42       |
| 28.              | "A Turbulent Period" | Park Se-joon Woo Ji-hoon     | 1:42       |
| 29.              | "Strange Feeling"    | Park Se-joon Woo Ji-hoon     | 1:58       |
| Tổng thời lượng: | Tổng thời lượng:     | Tổng thời lượng:             | 1:08:05    |

### OST
Part 1
| Phát hành ngày 2 tháng 10 năm 2019 | Phát hành ngày 2 tháng 10 năm 2019 | Phát hành ngày 2 tháng 10 năm 2019 | Phát hành ngày 2 tháng 10 năm 2019 | Phát hành ngày 2 tháng 10 năm 2019 | Phát hành ngày 2 tháng 10 năm 2019 |
| STT                                | Nhan đề                            | Phổ lời                            | Phổ nhạc                           | Nghệ sĩ                            | Thời lượng                         |
| ---------------------------------- | ---------------------------------- | ---------------------------------- | ---------------------------------- | ---------------------------------- | ---------------------------------- |
| 1.                                 | "Feeling"                          | Taibian JeA Siha                   | Taibian JeA Siha                   | April                              | 3:08                               |
| 2.                                 | "Feeling" (Inst.)                  |                                    | TAIBIAN JeA Siha                   |                                    | 3:08                               |
| Tổng thời lượng:                   | Tổng thời lượng:                   | Tổng thời lượng:                   | Tổng thời lượng:                   | Tổng thời lượng:                   | 6:16                               |

Part 2
| Phát hành ngày 9 tháng 10 năm 2019 | Phát hành ngày 9 tháng 10 năm 2019 | Phát hành ngày 9 tháng 10 năm 2019 | Phát hành ngày 9 tháng 10 năm 2019 | Phát hành ngày 9 tháng 10 năm 2019 | Phát hành ngày 9 tháng 10 năm 2019 |
| STT                                | Nhan đề                            | Phổ lời                            | Phổ nhạc                           | Nghệ sĩ                            | Thời lượng                         |
| ---------------------------------- | ---------------------------------- | ---------------------------------- | ---------------------------------- | ---------------------------------- | ---------------------------------- |
| 1.                                 | "My Beauty"                        | Kim Bum-ju Kim Si-hyuk             | Kim Bum-ju Kim Si-hyuk             | Verivery                           | 3:51                               |
| 2.                                 | "My Beauty" (Inst.)                |                                    | Kim Bum-ju Kim Si-hyuk             |                                    | 3:51                               |
| Tổng thời lượng:                   | Tổng thời lượng:                   | Tổng thời lượng:                   | Tổng thời lượng:                   | Tổng thời lượng:                   | 7:42                               |

Part 3
| Phát hành ngày 16 tháng 10 năm 2019 | Phát hành ngày 16 tháng 10 năm 2019 | Phát hành ngày 16 tháng 10 năm 2019 | Phát hành ngày 16 tháng 10 năm 2019 | Phát hành ngày 16 tháng 10 năm 2019 | Phát hành ngày 16 tháng 10 năm 2019 |
| STT                                 | Nhan đề                             | Phổ lời                             | Phổ nhạc                            | Nghệ sĩ                             | Thời lượng                          |
| ----------------------------------- | ----------------------------------- | ----------------------------------- | ----------------------------------- | ----------------------------------- | ----------------------------------- |
| 1.                                  | "First Love" (첫사랑)               | Epitone Project                     | Epitone Project                     | Sondia                              | 3:45                                |
| 2.                                  | "First Love" (Inst.)                |                                     | Epitone Project                     |                                     | 3:45                                |
| Tổng thời lượng:                    | Tổng thời lượng:                    | Tổng thời lượng:                    | Tổng thời lượng:                    | Tổng thời lượng:                    | 7:30                                |

Part 4
| Phát hành ngày 23 tháng 10 năm 2019 | Phát hành ngày 23 tháng 10 năm 2019 | Phát hành ngày 23 tháng 10 năm 2019 | Phát hành ngày 23 tháng 10 năm 2019 | Phát hành ngày 23 tháng 10 năm 2019 | Phát hành ngày 23 tháng 10 năm 2019 |
| STT                                 | Nhan đề                             | Phổ lời                             | Phổ nhạc                            | Nghệ sĩ                             | Thời lượng                          |
| ----------------------------------- | ----------------------------------- | ----------------------------------- | ----------------------------------- | ----------------------------------- | ----------------------------------- |
| 1.                                  | "First Love (Drama Ver.)" (첫사랑)  | Epitone Project                     | Epitone Project                     | Epitone Project                     | 4:00                                |
| 2.                                  | "First Love (Drama Ver.)" (Inst.)   |                                     | Epitone Project                     |                                     | 4:00                                |
| Tổng thời lượng:                    | Tổng thời lượng:                    | Tổng thời lượng:                    | Tổng thời lượng:                    | Tổng thời lượng:                    | 8:00                                |

Part 5
| Phát hành ngày 30 tháng 10 năm 2019 | Phát hành ngày 30 tháng 10 năm 2019             | Phát hành ngày 30 tháng 10 năm 2019 | Phát hành ngày 30 tháng 10 năm 2019 | Phát hành ngày 30 tháng 10 năm 2019 | Phát hành ngày 30 tháng 10 năm 2019 |
| STT                                 | Nhan đề                                         | Phổ lời                             | Phổ nhạc                            | Nghệ sĩ                             | Thời lượng                          |
| ----------------------------------- | ----------------------------------------------- | ----------------------------------- | ----------------------------------- | ----------------------------------- | ----------------------------------- |
| 1.                                  | "Today I Wanna Say That I Love You" (오늘은 꼭) | Han-joon Park Se-joon               | GOTCHA!                             | GOTCHA!                             | 2:36                                |
| 2.                                  | "Today I Wanna Say That I Love You" (Inst.)     |                                     | GOTCHA!                             |                                     | 2:36                                |
| Tổng thời lượng:                    | Tổng thời lượng:                                | Tổng thời lượng:                    | Tổng thời lượng:                    | Tổng thời lượng:                    | 5:12                                |

Part 6
| Phát hành ngày 6 tháng 11 năm 2019 | Phát hành ngày 6 tháng 11 năm 2019                              | Phát hành ngày 6 tháng 11 năm 2019 | Phát hành ngày 6 tháng 11 năm 2019 | Phát hành ngày 6 tháng 11 năm 2019 | Phát hành ngày 6 tháng 11 năm 2019 |
| STT                                | Nhan đề                                                         | Phổ lời                            | Phổ nhạc                           | Nghệ sĩ                            | Thời lượng                         |
| ---------------------------------- | --------------------------------------------------------------- | ---------------------------------- | ---------------------------------- | ---------------------------------- | ---------------------------------- |
| 1.                                 | "The Story That Has Never Been Told" (한 번도 하지 못한 이야기) | Han Kyung-soo Choi Han-sol         | Han Kyung-soo Choi Han-sol         | Sondia                             | 4:04                               |
| 2.                                 | "The Story That Has Never Been Told" (Inst.)                    |                                    | Han Kyung-soo Choi Han-sol         |                                    | 4:04                               |
| Tổng thời lượng:                   | Tổng thời lượng:                                                | Tổng thời lượng:                   | Tổng thời lượng:                   | Tổng thời lượng:                   | 8:08                               |

Part 7
| Phát hành ngày 7 tháng 11 năm 2019 | Phát hành ngày 7 tháng 11 năm 2019        | Phát hành ngày 7 tháng 11 năm 2019         | Phát hành ngày 7 tháng 11 năm 2019 | Phát hành ngày 7 tháng 11 năm 2019 | Phát hành ngày 7 tháng 11 năm 2019 |
| STT                                | Nhan đề                                   | Phổ lời                                    | Phổ nhạc                           | Nghệ sĩ                            | Thời lượng                         |
| ---------------------------------- | ----------------------------------------- | ------------------------------------------ | ---------------------------------- | ---------------------------------- | ---------------------------------- |
| 1.                                 | "Never Ending Story" (끝나지 않을 이야기) | Park Se-joon Taibian Changbin (Stray Kids) | Taibian Baaq CHKmate               | Stray Kids                         | 4:05                               |
| 2.                                 | "Never Ending Story" (Inst.)              |                                            | Taibian Baaq CHKmate               |                                    | 4:05                               |
| Tổng thời lượng:                   | Tổng thời lượng:                          | Tổng thời lượng:                           | Tổng thời lượng:                   | Tổng thời lượng:                   | 8:10                               |

Part 8
| Phát hành ngày 13 tháng 11 năm 2019 | Phát hành ngày 13 tháng 11 năm 2019 | Phát hành ngày 13 tháng 11 năm 2019 | Phát hành ngày 13 tháng 11 năm 2019 | Phát hành ngày 13 tháng 11 năm 2019 | Phát hành ngày 13 tháng 11 năm 2019 |
| STT                                 | Nhan đề                             | Phổ lời                             | Phổ nhạc                            | Nghệ sĩ                             | Thời lượng                          |
| ----------------------------------- | ----------------------------------- | ----------------------------------- | ----------------------------------- | ----------------------------------- | ----------------------------------- |
| 1.                                  | "Draw You" (너를 그린다)            | Park Se-joon Han Joon               | Kim Chang-rak Kim Soo-bin           | Jeong Se-woon                       | 4:43                                |
| 2.                                  | "Draw You" (Inst.)                  |                                     | Kim Chang-rak Kim Soo-bin           |                                     | 4:43                                |
| Tổng thời lượng:                    | Tổng thời lượng:                    | Tổng thời lượng:                    | Tổng thời lượng:                    | Tổng thời lượng:                    | 9:26                                |

## Danh sách tập phim
Trong bảng này, số màu xanh đại diện cho ratings thấp nhất và số màu đỏ đại diện cho ratings cao nhất.
| Ngày phát sóng chính thức | Ep.        | Tên | Rating (Toàn quốc) |
| ------------------------- | ---------- | --- | ------------------ |
| 02/10/2019                | 1          | "Những hiện tượng kì lạ" | 3.1%               |
| 02/10/2019                | 1          | Eun Dan-oh bắt đầu gặp các hiện tượng kì lạ như trí nhớ ngắt quãng, "dịch chuyển tức thời", tâm trạng thay đổi đột ngột và thường xuyên nghe thấy âm thanh giống tiếng lật giở sách. Trong khi tìm kiếm câu trả lời cho những hiện tượng trên, cô phát hiện ra một cuốn truyện kỳ lạ tại thư viện có tựa đề Bí mật và đột nhiên "nhìn thấy tương lai"... |                    |
| 02/10/2019                | 2          | "Chào mừng đến với thế giới truyện tranh" | 3.5%               |
| 02/10/2019                | 2          | Dan-oh bắt đầu nghi ngờ đầu bếp Jinmichae của trường khi thấy rằng anh ta có thể nhận thức được về lỗ hổng bí ẩn. Tình cờ thấy anh ta giữ cuốn Bí mật, Dan-oh lẻn vào canteen và phát hiện ra rằng nội dung cuốn truyện có những cảnh hoàn toàn giống với những gì cô đã trải qua trước đây. Sau đó, Dan-oh chấp nhận thực tế rằng cô ấy đang sống trong thế giới truyện tranh giả tưởng và cho rằng mình là nhân vật chính của cuốn truyện... |                    |
| 03/10/ 2019               | 3          | "Nhân vật phụ Eun Dan-oh" | 2.2%               |
| 03/10/ 2019               | 3          | Dan-oh rất shock khi biết mình chỉ là nhân vật phụ với thiết lập xấu. Jinmichae giải thích cho Dan-oh về thế giới của họ với hai hình thức: Sân khấu (Stage) và Vùng tối (Shadow). Không hài lòng với sự sắp đặt, Dan-oh cố gắng hành động theo ý mình khi ở Shadow nhưng mọi chuyện luôn trở về trạng thái ban đầu khi Stage diễn ra... |                    |
| 03/10/ 2019               | 4          | "Người thay đổi vận mệnh" | 3.3%               |
| 03/10/ 2019               | 4          | Tai nạn mà Dan-oh nhìn thấy trong bản thảo của tác giả xảy ra đúng như dự đoán, ngoại trừ một điều: một chàng trai tình cờ có mặt và cứu cô khỏi tai nạn. Dan-oh tìm kiếm chàng trai bí ẩn khắp trường, nghĩ rằng cậu có thể giúp cô thay đổi số phận của mình... |                    |
| 09/10/2019                | 5          | "Học sinh Số 13" | 2.9%               |
| 09/10/2019                | 5          | Dan-oh cố gắng tiếp cận chàng trai bí ẩn, nhưng cậu chỉ là một nhân vật phụ mờ nhạt không tên, đứng thứ 13 trong danh sách của lớp. Lee Do-hwa bắt đầu nhận thức được bản thân. Dan-oh tình cờ nghe được tin xấu về tình trạng sức khỏe của cô ấy. Bản thảo mới của tác giả cho thấy Dan-oh lại gặp một tai nạn khác, cô nghĩ Học sinh Số 13 có thể thay đổi tình thế một lần nữa... |                    |
| 09/10/2019                | 6          | "Tôi muốn được sống" | 3.9%               |
| 09/10/2019                | 6          | Dan-oh tìm mọi cách để Học sinh Số 13 nhớ đến cô ấy. Trong chuyến du lịch thực tế của trường, khi thấy sự xuất hiện của Số 13 trong bản phác thảo, Dan-oh tiếp tục hi vọng cùng Số 13 tạo một sự thay đổi khác. Nhưng mọi chuyện vẫn diễn ra y hệt như bản phác thảo, không có sự thay đổi gì khiến Dan-oh đau khổ và mất dần hi vọng... |                    |
| 09/10/2019                | 7          | "Tôi có thể gọi cậu là Ha-ru không?" | 2.7%               |
| 09/10/2019                | 7          | Một phân cảnh khác cho thấy các học sinh sẽ bắt cặp với nhau và đi dạo đêm trong rừng. Dan-oh bị lạc mặc dù cô ấy đã cố gắng ghi nhớ đường trước đó. May mắn thay, cô tình cờ gặp Học sinh Số 13. Hai người đi sâu vào trong rừng, đến một dòng sông nơi có rất nhiều hoa đăng tiêu. Dan-oh đặt tên cho Số 13 là Ha-ru. Baek Kyung bắt đầu có những hành động ngoài thiết lập của cậu ấy... |                    |
| 09/10/2019                | 8          | "Cảnh truyện sẽ sớm thay đổi..." | 3.1%               |
| 09/10/2019                | 8          | Khi nghe Dan-oh kể về Ha-ru, Jinmichae đưa ra lời cảnh báo cho Dan-oh rằng mọi thứ sẽ trở nên sai hướng khi những nhân vật quần chúng được đặt tên và tự hành động theo ý mình. Sau đó, anh phát hiện ra không gian cá nhân của Ha-ru trong thư viện với rất nhiều bản vẽ chì mà hầu hết trong số đó là về Dan-oh... |                    |
| 16/10/2019                | 9          | "Ngăn Dan-oh lại..." | 3.1%               |
| 16/10/2019                | 9          | Biết rằng Ha-ru đã tự nhận thức được bản thân, Dan-oh đã giới thiệu cậu với các bạn và dạy cậu mọi thứ về thế giới truyện. Kyung ngày càng bối rối khi Dan-oh, Ha-ru và Do-hwa liên tục nói về những điều cậu không hiểu. Ha-ru nhận được một lời cảnh báo từ Jinmichae: vết sẹo trên tay trái của cậu sẽ trở nên đau hơn nếu cậu tiếp tục tìm kiếm câu trả lời và thay đổi Stage... |                    |
| 16/10/2019                | 10         | "Tại bữa tiệc sinh nhật..." | 4.1%               |
| 16/10/2019                | 10         | Do-hwa nhận thấy thiết lập và con người thật của cậu có sự tương đồng. Bản phác thảo mới giúp Dan-oh biết được Oh Nam-joo sẽ tỏ tình Yeo Joo-da vào bữa tiệc sinh nhật. Sau khi Ha-ru lẻn vào bữa tiệc để giúp Do-hwa tỏ tình với Joo-da trước, Stage đã thay đổi theo cách mà Ha-ru và Dan-oh không ngờ tới... |                    |
| 17/10/2019                | 11         | | 3.0%               |
| 17/10/2019                | 11         | Ngay sau khi thay đổi Stage tại bữa tiệc sinh nhật, vết sẹo của Ha-ru đột nhiên đau trở lại. Jinmichae cảnh báo rằng Tác giả sẵn sàng loại bỏ những nhân vật phụ như Ha-ru. Tuy nhiên, Ha-ru vẫn chọn ở bên Dan-oh và sẽ là người duy nhất có thể thay đổi số phận của cô ấy. Do-hwa bị loại khỏi A3... |                    |
| 17/10/2019                | 12         | | 3.8%               |
| 17/10/2019                | 12         | Dan-oh và Ha-ru nhận thấy rằng mọi người đã bắt đầu chú ý và gọi tên Ha-ru, đồng thời bảng tên trống trước đây giờ đã có tên của Ha-ru. Điều này khiến Jinmichae bắt đầu lo lắng. Nhiều ngày sau, tại một tiết học bơi, bảng tên của Ha-ru lại trống rỗng. Chuông báo đột ngột reo lên, hỗn loạn xảy ra khiến Dan-oh vô tình bị rơi xuống hồ bơi... |                    |
| 23/10/2019                | 13         | | 3.1%               |
| 23/10/2019                | 13         | Ha-ru biến mất khiến Dan-oh rất buồn và đau khổ. Kyung tiết lộ rằng cậu đã nhận thức được về bản thân. Jinmichae cho rằng vì Dan-oh mà Ha-ru biến mất. Mặc dù Dan-oh đã hứa với Jinmichae rằng sẽ không cố thay đổi gì nữa, nhưng cô ấy vẫn luôn dằn vặt vì đánh mất Ha-ru. Vào ngày hội thể thao, Jinmichae và Do-hwa tình cờ phát hiện ra một sự thay đổi đáng kinh ngạc trong Bí mật... |                    |
| 23/10/2019                | 14         | | 4.1%               |
| 23/10/2019                | 14         | Ha-ru đã xuất hiện trở lại trong cuốn truyện với thiết lập hoàn toàn mới, không nhận thức được bản thân, mất kí ức và không còn vết sẹo ở tay trái. Dan-oh thừa nhận với Jinmichae rằng, mặc dù sẽ không cố giúp Ha-ru lấy lại kí ức, nhưng cô ấy bắt đầu lo sợ về kết cục của mình. Không lâu sau, Ha-ru liên tục nghe thấy tiếng lật trang; cậu được dẫn đến một góc cũ trong thư viện. Một lỗ hổng xuất hiện, để lộ một khung cảnh thời phong kiến... |                    |
| 24/10/2019                | 15         | | 3.2%               |
| 24/10/2019                | 15         | Ha-ru mới thấy một bông hoa đăng tiêu rơi từ lỗ hổng và trên tường là những bản phác thảo của chính mình trước đây. Jinmichae tình cờ va phải Ha-ru và vô tình tiết lộ cho cậu biết về cuốn truyện tranh thứ hai: Hoa Đăng Tiêu. Ha-ru bắt đầu có những giấc mơ lạ về những khoảnh khắc cùng Dan-oh trong thời đại xưa... |                    |
| 24/10/2019                | 16         | | 3.5%               |
| 24/10/2019                | 16         | Do-hwa trở lại A3. Tại thư viện, Kyung phát hiện ra Hoa Đăng Tiêu ở vị trí đáng lẽ là của Bí mật. Cậu nhận thấy một nhân vật trong truyện trông rất giống Dan-oh, ngay khi đó Jinmichae giật lấy cuốn sách. Ha-ru bị kích động khi Dan-oh - người nhận ra rằng cậu đã tự nhận thức được nhưng không có ký ức về cô ấy - liên tục nói rằng cậu không phải là Ha-ru trước kia. Để không ai khác đọc được cuốn truyện, Jinmichae đốt Hoa Đăng Tiêu. Ha-ru bị thu hút một cách kỳ lạ bởi những bông hoa đăng tiêu trong vườn trường và lại nghe thấy tiếng lật trang... |                    |
| 30/10/2019                | 17         | | 3.0%               |
| 30/10/2019                | 17         | Ha-ru cuối cùng cũng lấy lại được kí ức và cả vết sẹo. Cậu vội vàng tìm gặp Dan-oh và hứa sẽ không bao giờ rời đi nữa. Trong thư viện, Kyung nhận thấy Hoa Đăng Tiêu không còn nữa và bắt đầu tìm kiếm thông tin về loài cây được đặt làm nhan đề cuốn truyện... |                    |
| 30/10/2019                | 18         | | 3.7%               |
| 30/10/2019                | 18         | Ha-ru một lần nữa nhìn thấy hình ảnh của mình và Dan-oh thời phong kiến. Kyung biết được việc Ha-ru trở lại với con người cũ của mình. Jinmichae cố gắng tự giải thích về sự phục hồi kí ức của Ha-ru và lo sợ viễn cảnh "bi kịch" ở Hoa Đăng Tiêu sẽ xảy ra lần nữa trong Bí mật. Ha-ru thừa nhận với Kyung rằng cậu có tình cảm với Dan-oh... |                    |
| 31/10/2019                | 19         | | 2.9%               |
| 31/10/2019                | 20         | | 3.3%               |
| 06/11/2019                | 21         | | 3.1%               |
| 06/11/2019                | 22         | | 3.6%               |
| 07/11/2019                | 23         | | 3.1%               |
| 07/11/2019                | 24         | | 3.6%               |
| 13/11/2019                | 25         | | 2.9%               |
| 13/11/2019                | 26         | | 3.1%               |
| 14/11/2019                | 27         | | 2.7%               |
| 14/11/2019                | 28         | | 3.0%               |
| 20/11/2019                | 29         | | 3.0%               |
| 20/11/2019                | 30         | | 3.3%               |
| 21/11/2019                | 31         | | 2.6%               |
| 21/11/2019                | 32         | | 3.6%               |
|                           | Trung bình | | 3.2%               |